# Fouquieria macdougalii
Fouquieria macdougalii är en tvåhjärtbladig växtart som beskrevs av George Valentine Nash. Fouquieria macdougalii ingår i släktet Fouquieria och familjen Fouquieriaceae. Inga underarter finns listade i Catalogue of Life.

## Bildgalleri

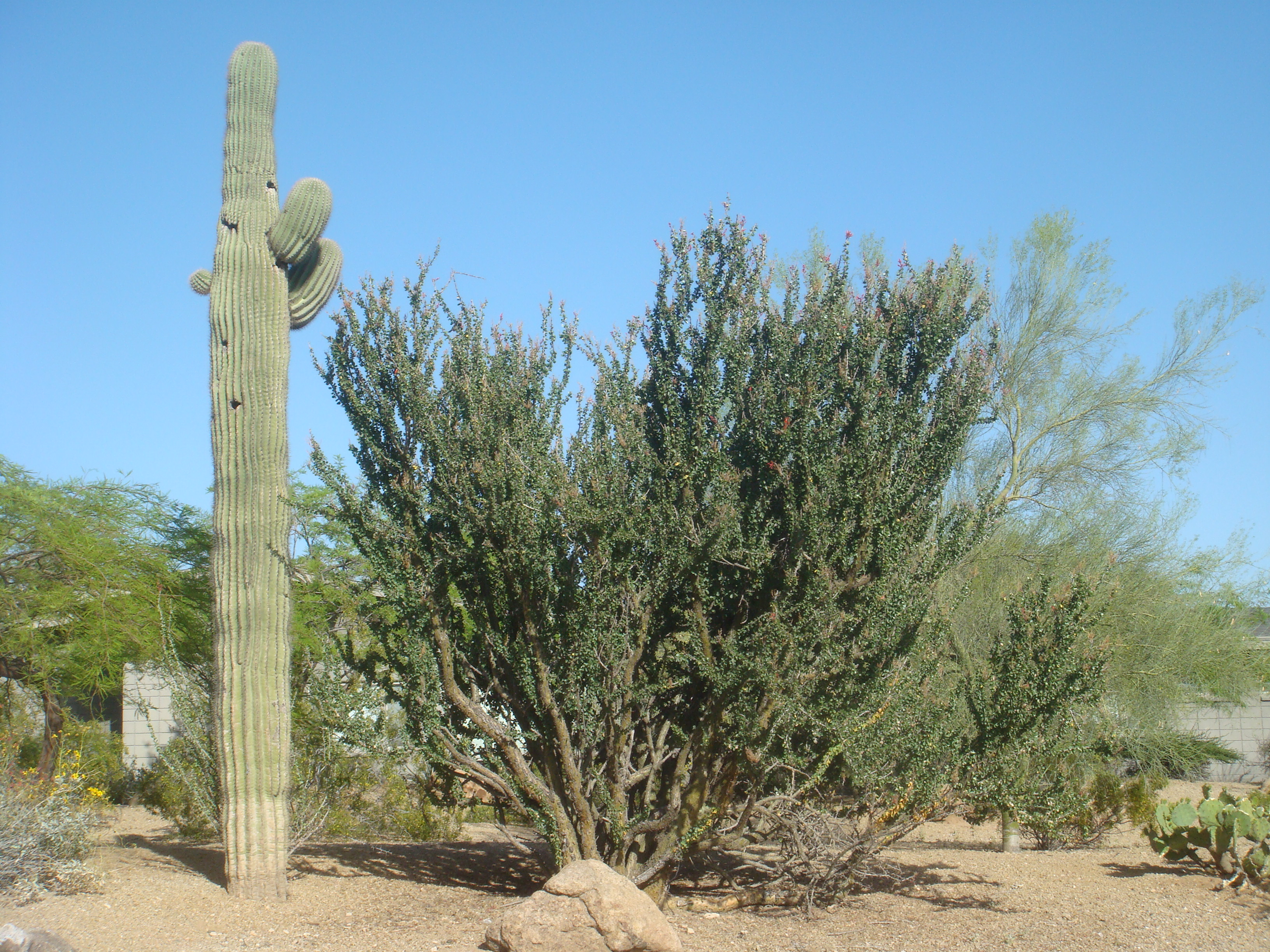
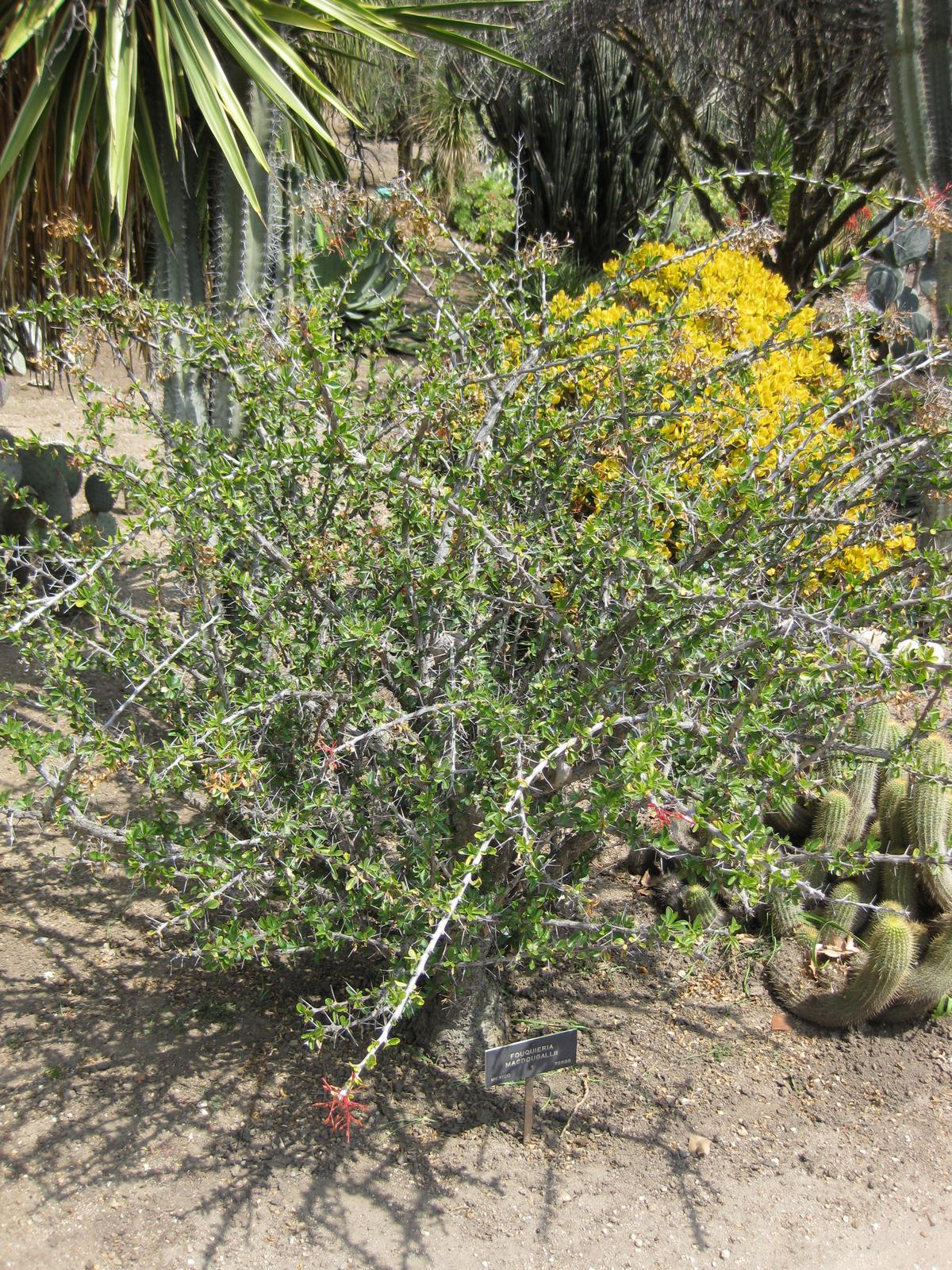
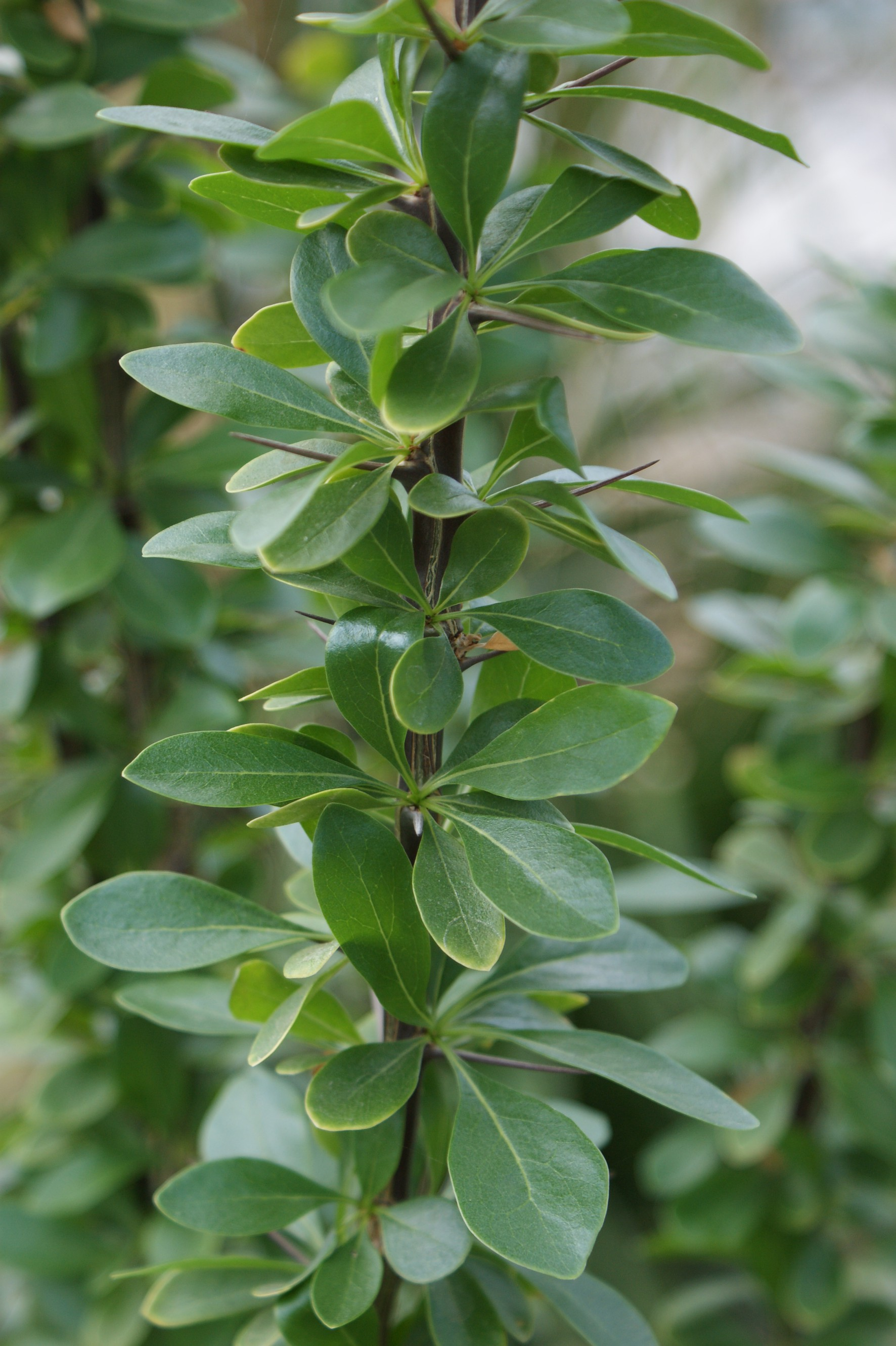
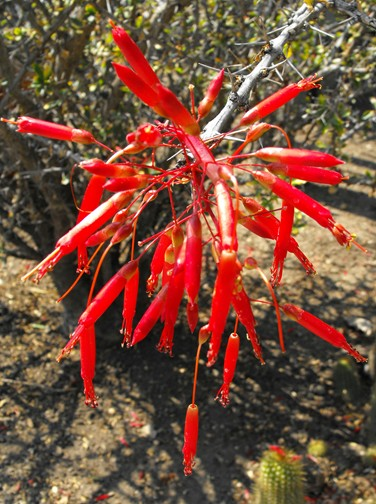
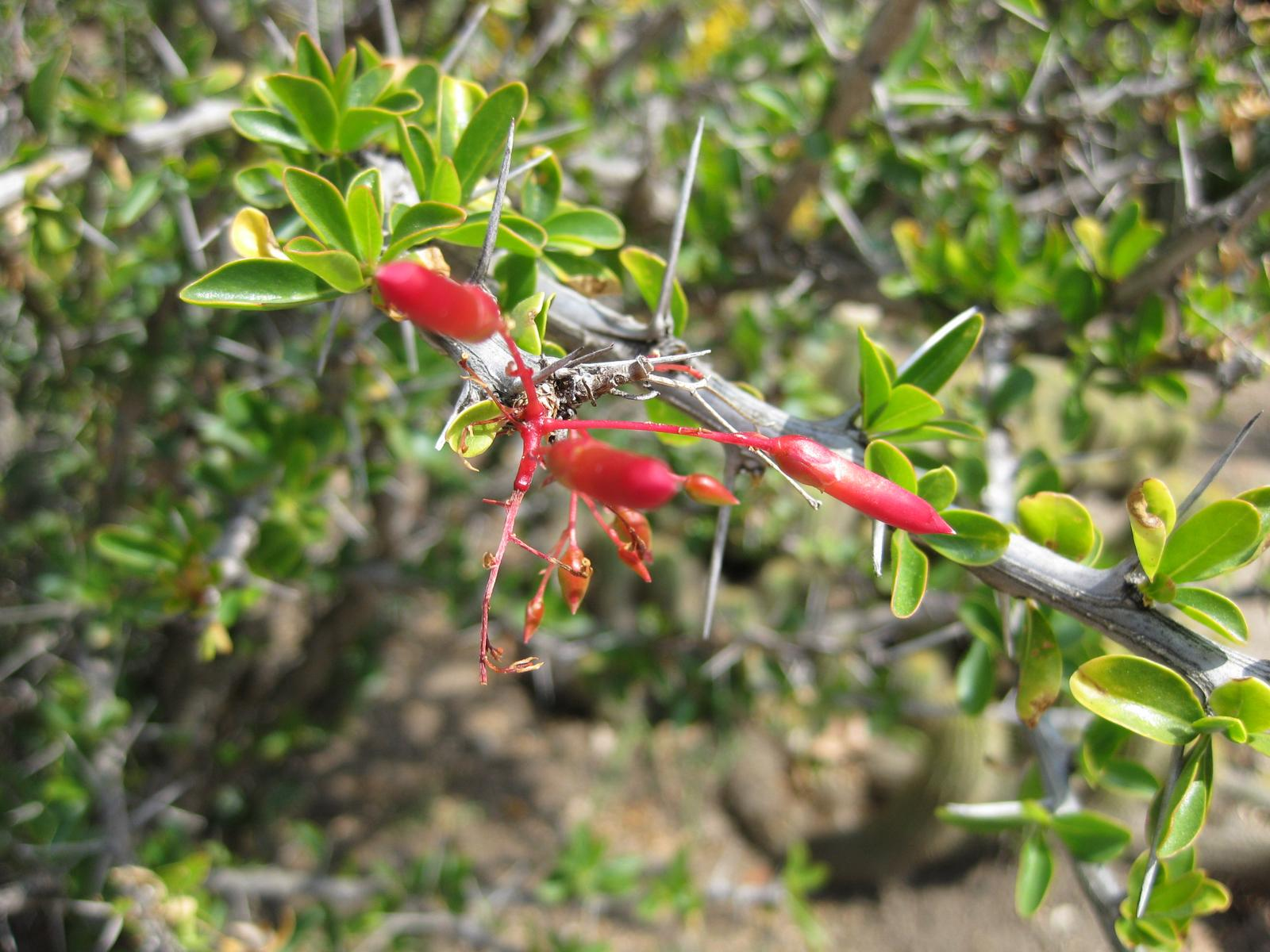
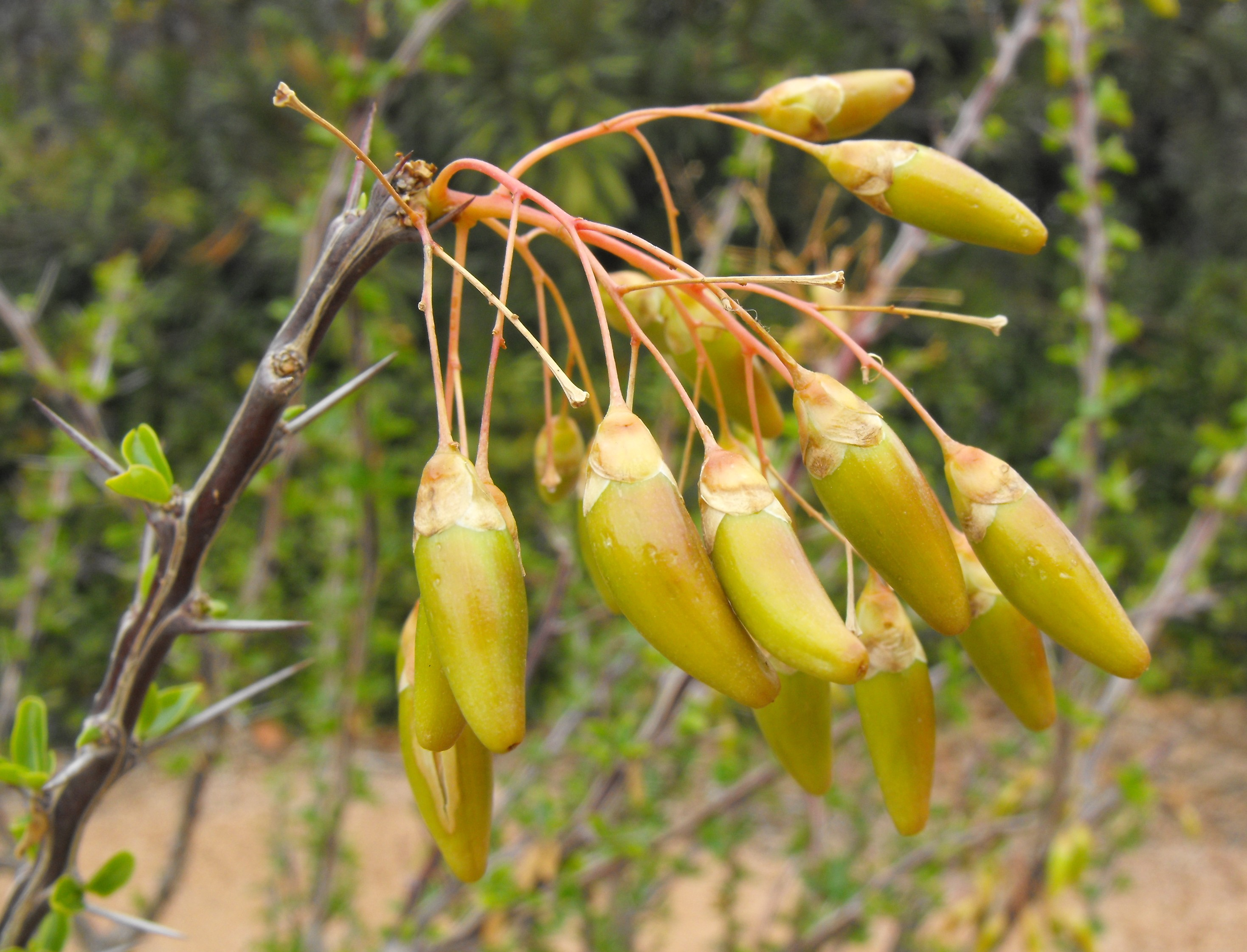